# Eupithecia chaliscophila
Eupithecia chaliscophila là một loài bướm đêm trong họ Geometridae.